# Formatie van Bertaimont
De Formatie van Bertaimont of Bertaimont Formatie is een geologische formatie in de ondergrond van het Bekken van Bergen in het zuidwesten van België. De formatie bestaat uit een rond de 30 meter dik pakket kleien, zanden en mergels uit het Vroeg-Thanetiaan (Midden-Paleoceen, rond 58 miljoen jaar geleden).
De formatie bestaat aan de basis uit een kleilaag waarin schelpen voorkomen. Daarboven ligt een pakket kleiig zand met mergellaagjes. De top van de formatie bestaat mergel en zandige kalksteen. De formatie wordt gekenmerkt door het voorkomen van fossielen van het foraminiferengeslacht Polymorphina.
De Formatie van Bertaimont ligt boven op de Formatie van Hainin (continentale en lacustriene kleien en kalken uit het Vroeg-Selandiaan, onderdeel van de Haine Groep) en wordt overdekt door de Formatie van Hannut (mariene kleien, zanden en kalken uit het Midden-Thanetiaan, behorend tot de Landen Groep).